# Vũ Vân
Vũ Vân là một xã cũ thuộc huyện Vũ Thư, tỉnh Thái Bình, Việt Nam.
Theo Nghị quyết số 1666/NQ-UBTVQH15 ra tháng 6 năm 2025, sáp nhập tỉnh Thái Bình vào tỉnh Hưng Yên, giải thể đơn vị hành chính cấp huyện là Vũ Thư. Thành lập xã Thư Vũ trên cơ sở hợp nhất diện tích tự nhiên và dân số các xã của huyện này là Việt Thuận, Vũ Hội, Vũ Vinh và Vũ Vân.

## Vị trí địa lý
Xã Vũ Vân, huyện Vũ Thư là 1 xã nằm sát sông Hồng thuộc vùng đồng bằng châu thổ sông Hồng có địa hình bằng phẳng với độ cao trung bình là 9 mét so với mặt nước biển. Xã Vũ Vân là xã cuối huyện Vũ Thư theo hướng Đông Nam,cách trung tâm thành phố Thái Bình khoảng 7 km.

### Địa giới hành chính
- Phía Đông giáp với xã Vũ Thắng và xã Vũ Hoà, huyện Kiến Xương.
- Phía Tây giáp xã Việt Thuận.
- Phía Nam giáp sông Hồng bên kia sông là xã Xuân Thành, huyện Xuân Trường, tỉnh Nam Định.
- Phía Bắc giáp xã Vũ Vinh.

## Hành chính
Xã có 5 Thôn là: thôn Quang Trung (trung tâm của xã, trước là xóm 4,5), thôn Tiền Phong (trước là hai xóm 1 và xóm 2),Thôn Nhân Bình(trước đây là xóm 3), Thôn Việt Thắng (trước là xóm 6), thôn Thái Sa (trước là xóm 7 và 8).

## Kinh tế
Vũ Vân là xã thuần nông, chủ yếu là trồng lúa nước, và trồng hoa màu kết hợp với sản xuất vụ đông và chăn nuôi. Xã có làng chài nhỏ sống trên sông Hồng bằng nghề đánh bắt cá. Đặc biệt xã còn có một bãi bồi giữa sông Hồng (bãi Bơn) để nhân dân trồng hoa màu.
Tổng xã có diện tích đất canh tác của là 336,67 ha; trong đó đất cấy lúa 210,02 ha, đất màu 115,16 ha, đất trồng cây lâu năm 11,49 ha và quỹ đất cấy lúa trên 210 ha.
Tổng giá trị sản xuất năm 2010 ước đạt 49,3 tỷ đồng (tăng 57,5% so với năm 2005).
Là một trong 2 xã dẫn đầu huyện Vũ Thư về năng suất lúa vụ xuân 2010 (đạt 72 tạ/ha). Tăng trưởng bình quân đạt 11,5% năm
Về trồng trọt năng suất lúa bình quân năm 2009 đạt 127 tạ/ ha, năng suất ngô đạt 150 tạ/ ha.
Diện tích cây vụ đông năm 2009 đạt 170 ha, trong đó cây vụ đông trên đất 2 lúa trên 40 ha. Giá trị thu nhập bình quân trên ha đất canh tác đến năm 2010 ước đạt 34 triệu đồng/ ha, tăng 4 triệu đồng/ ha so với chỉ tiêu đề ra.
Giá trị sản xuất công nghiệp, tiểu thủ công nghiệp năm 2010 ước đạt 13,5 tỷ đồng.

## Giao thông
Xã có Bến phà Sa Cao hàng ngày vận chuyển các loại xe ôtô, và xe máy, xe đạp qua sông Hồng sang Nam Định. Trên địa bàn xã còn có bến xe buýt đi Thái Bình.
Xã có con đê Hồng Hà chạy ngang dài 2,5 km qua cắt với đường tỉnh 454 là tuyến đường quan trọng của tỉnh Thái Bình, nối liền giữa hai huyện là Vũ Thư và Kiến Xương sang Nam Định. Bến đò Cát ở cuối xã kết nối giao thông sang Nam Định tạo điều kiện buôn bán thương mại giữa các vùng.

## Văn hóa
Xã có các công trình kiến trúc lịch sử như:
1. Miếu Ông Đô, thôn Tiền Phong, xây dựng khoảng thế kỷ 18
2. Đình Làng Vân Môn, Thôn Tiền Phong.
3. Chùa Vân Long, thôn Tiền Phong, là ngôi chùa mới được khôi phục và xây dựng năm 1976.
4. Nhà thờ Giáo họ Đông Thọ Giáo xứ Thái Sa Giáo hạt Kiến Xương xây dựng năm 1935.
5. Hầm Lô Cốt xây từ thời Pháp.
6. Cây cổ thụ Đa Đông Đống hàng trăm năm tuổi
7. Ngoài ra xã còn có hàng chục miếu,từ đường của các dòng họ.
8. Nhà thờ giáo xứ Thái Sa thành lập năm 1917 thuộc giáo hạt Kiến Xương, giáo phận Thái Bình.

### Một số người thành đạt
- Ông Phạm Ngọc Đang, nguyên Tỉnh ủy viên, nguyên Giám đốc Sở Giáo dục Thái Bình.
- Ông Phạm Văn Mật phó tổng GĐ Tập đoàn Công nghiệp Than - Khoáng sản Việt Nam.
- Ông Đào Xuân Đan cựu chủ tịch UBND thành phố Hạ Long.
- Gồm có 3 giáo sư, 90 tiến sĩ, và khoảng hơn 400 thạc sĩ.
- Là quê hương của nữ hoàng tốc độ Vũ Thị Hương

## Y tế
Xã có trạm y tế nằm ngay trung tâm xã và trung tâm y tế Bệnh viện Phong Da liễu Văn Môn.

## Truyền thống
Xã Vũ Vân là một trong những địa phương có phong trào cách mạng phát triển sớm ở huyện Vũ Tiên (nay là Vũ Thư). Vào giữa năm 1929, Chi bộ Hội Việt Nam Cách mạng Thanh niên ở Vân Môn và Thái Sa được thành lập, từ đó phong trào cách mạng của xã Vũ Vân ngày càng phát triển mạnh.
Ngày 23/8/1945, dưới sự lãnh đạo của Đảng, nhân dân 2 thôn Thái Sa và Vân Môn đã đứng dậy giành chính quyền.
Từ năm 1947 đến 1954, quân và dân Vũ Vân đương đầu với 80 trận càn quét của địch.
Đảng bộ và nhân dân xã Vũ Vân đã được Đảng - Nhà nước tặng thưởng: 1250 Huân huy chương Kháng chiến các loại; 20 Bằng có công với nước; 45 Bằng tổ quốc ghi công (trong đó có 24 liệt sĩ là du kích hi sinh tại địa phương), 100 Bằng gia đình vẻ vang; 20 Kỷ niệm chương chiến sĩ Điện Biên; 100 Kỷ niệm chương kháng chiến và hàng trăm gia đình là cơ sở cách mạng, cất dấu cán bộ, bộ đội được ghi công.
Ngày 28/5/2010 đảng bộ và nhân dẫn xã Vũ Vân tự hào được Chủ tịch nước ký quyết định phong tặng danh hiệu Anh hùng lực lượng vũ trang nhân dân thời kỳ chống Pháp.
Đội thủy lợi Quang Trung thành lập từ năm 1963, được Chủ tịch Hồ Chí Minh tặng cờ thi đua và được Nhà nước phong tặng danh hiệu Anh hùng Lao động. Ngày 7/3/1967 lực lượng chiến đấu của xã Vũ Vân, trung đội nữ dân quân Sông Hồng là đơn vị đầu tiên trong toàn quốc được Chính phủ tặng cờ đơn vị quyết thắng và được tặng thưởng Huân chương Kháng chiến Hạng 3.
Trong cuộc kháng chiến chống Mỹ xã Vũ Vẫn đã được Nhà nước tặng thưởng 12 Huân chương Độc lập, 592 Huân chương Kháng chiến các loại; 3 Huân chương Lao động; 16 Cờ thi đua; 35 Bằng khen; 11 Bằng dũng sĩ diệt Mỹ, 92 Huân chương Chiến công các loại; Toàn xã có 12 Bà mẹ Việt Nam anh hùng; 2 huy hiệu Bác Hồ; 1 bằng khen của Chủ tịch Hồ Chí Minh; 1 Anh hùng Lao động; 165 bằng Tổ quốc ghi công.

## Hình ảnh

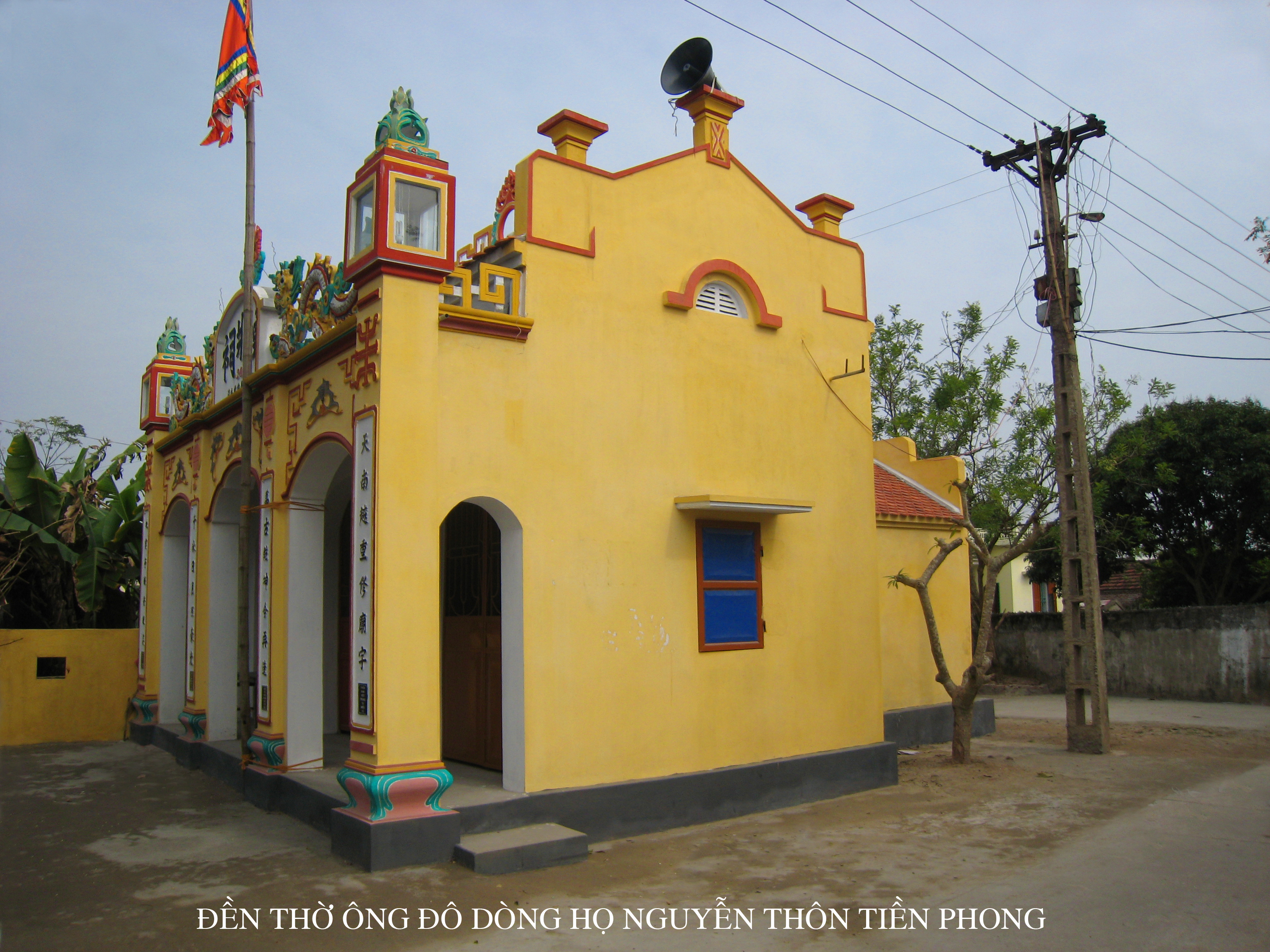
Miếu ông Đô
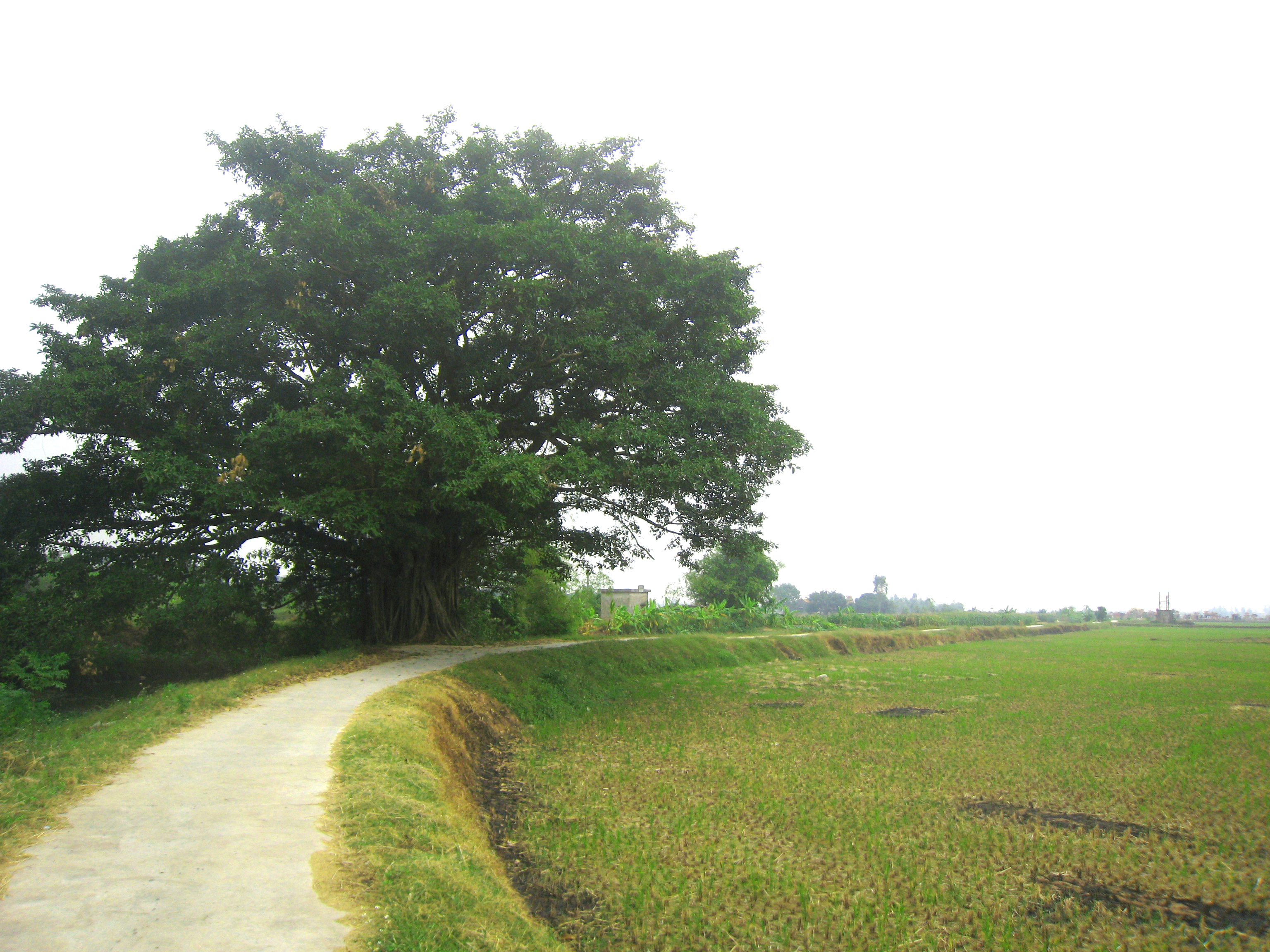
Cây đa Đông Đống thôn Tiền Phong
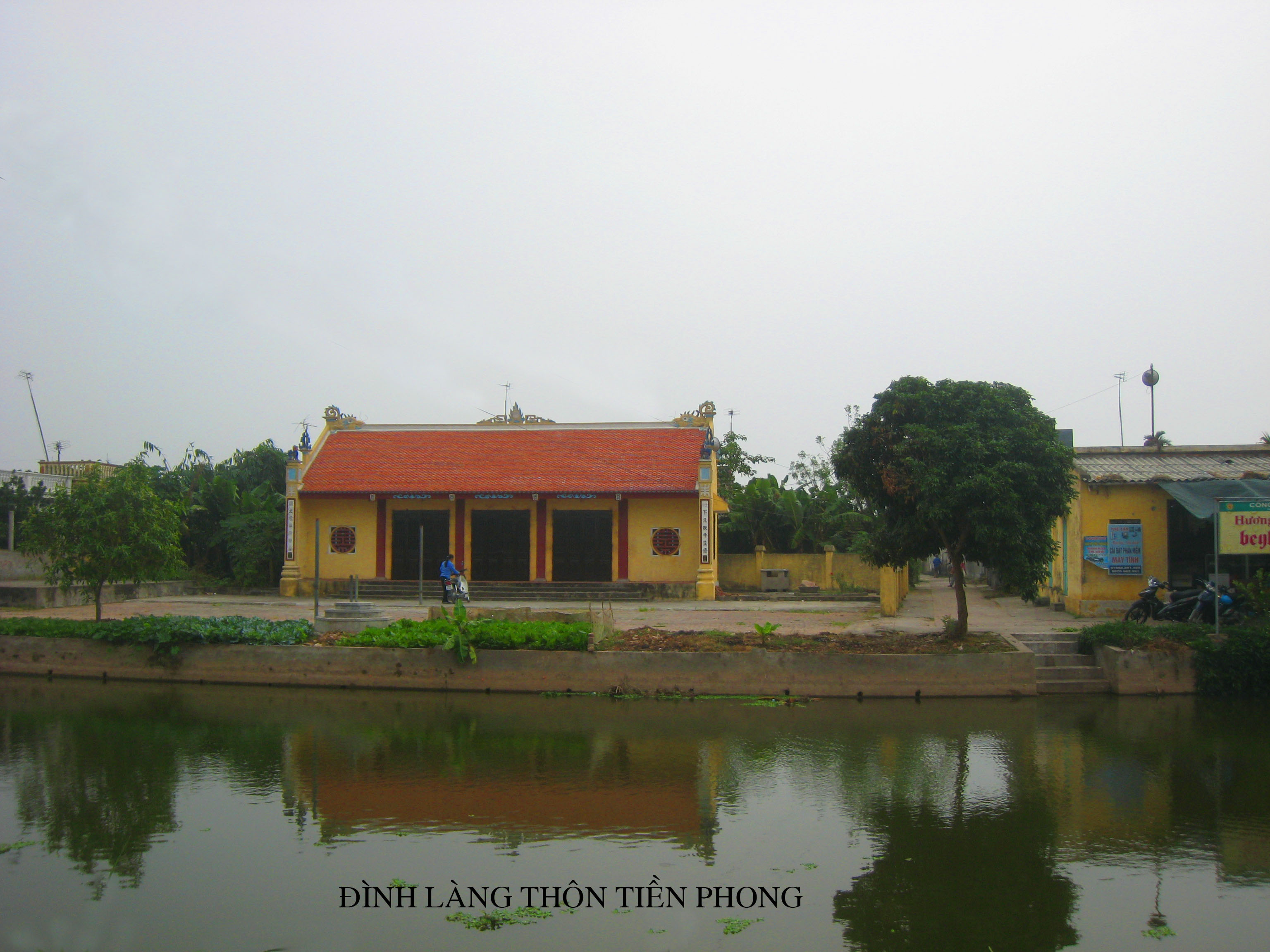
Đình Làng thôn Tiền Phong